# Rechenhilfsmittel

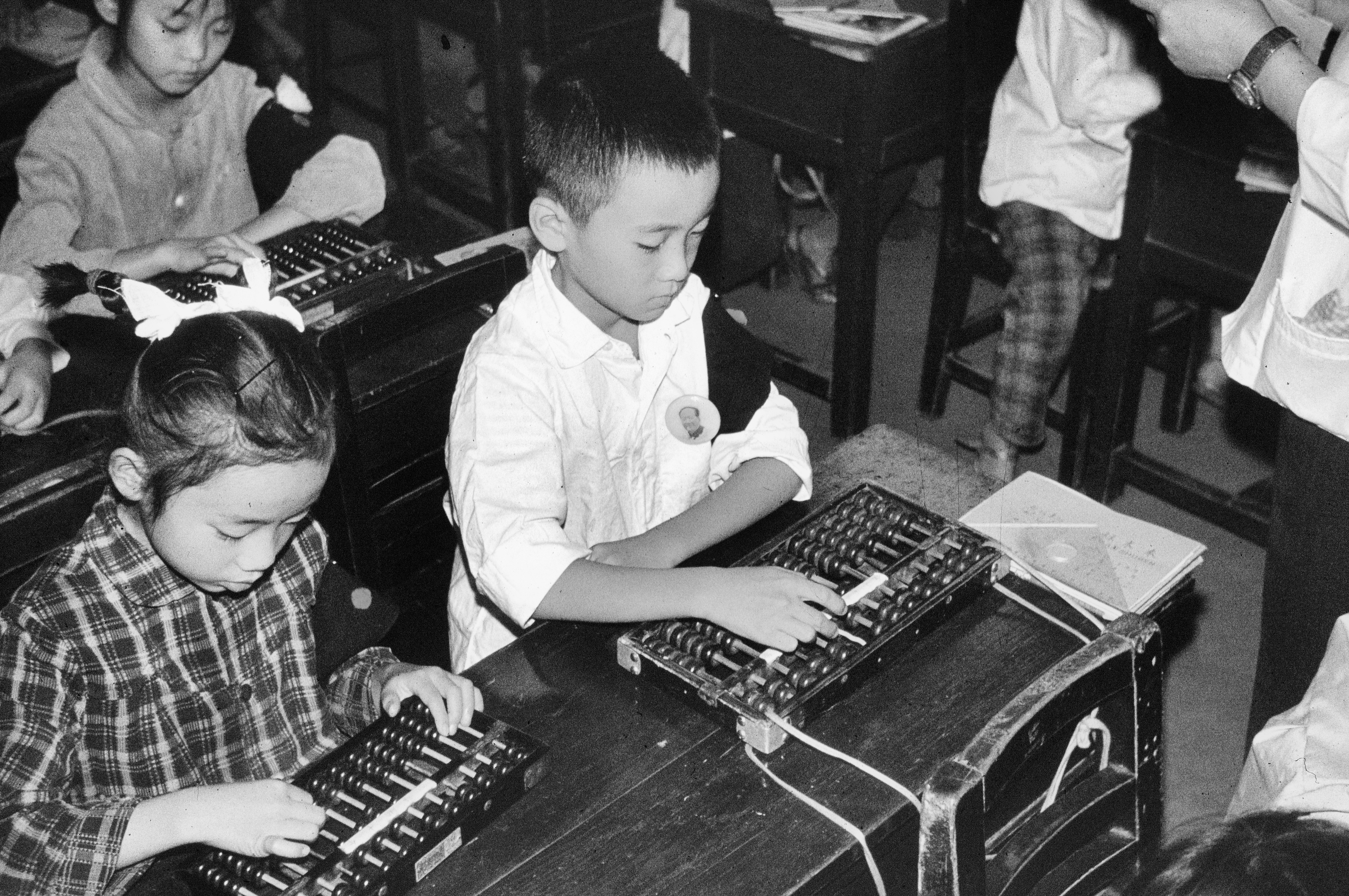
Chinesischer Abakus

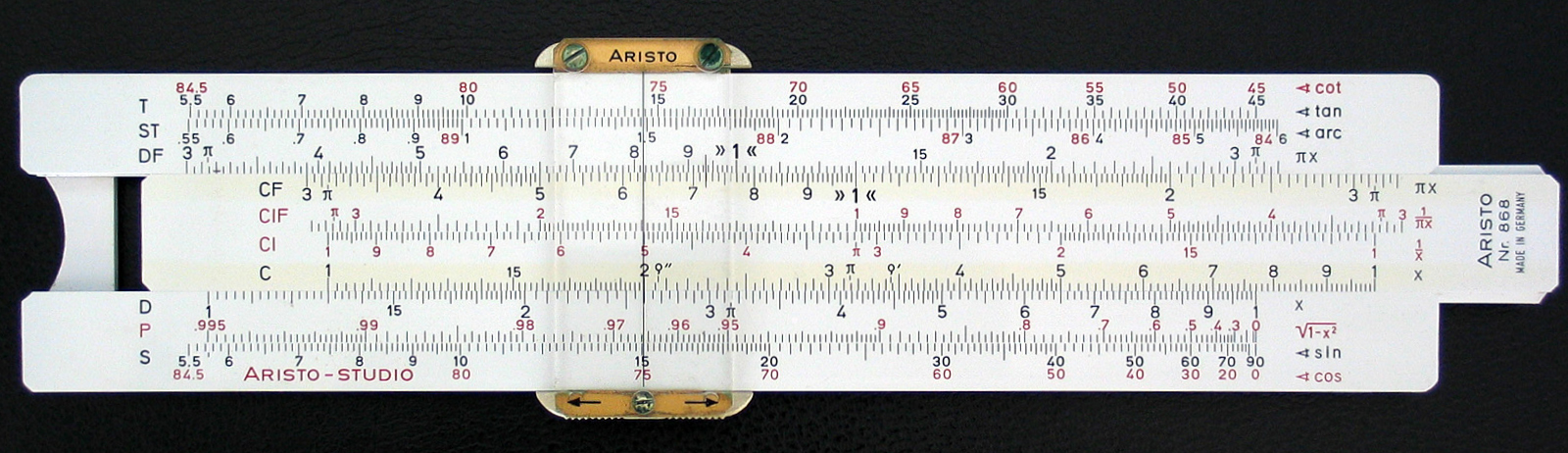
Rechenschieber

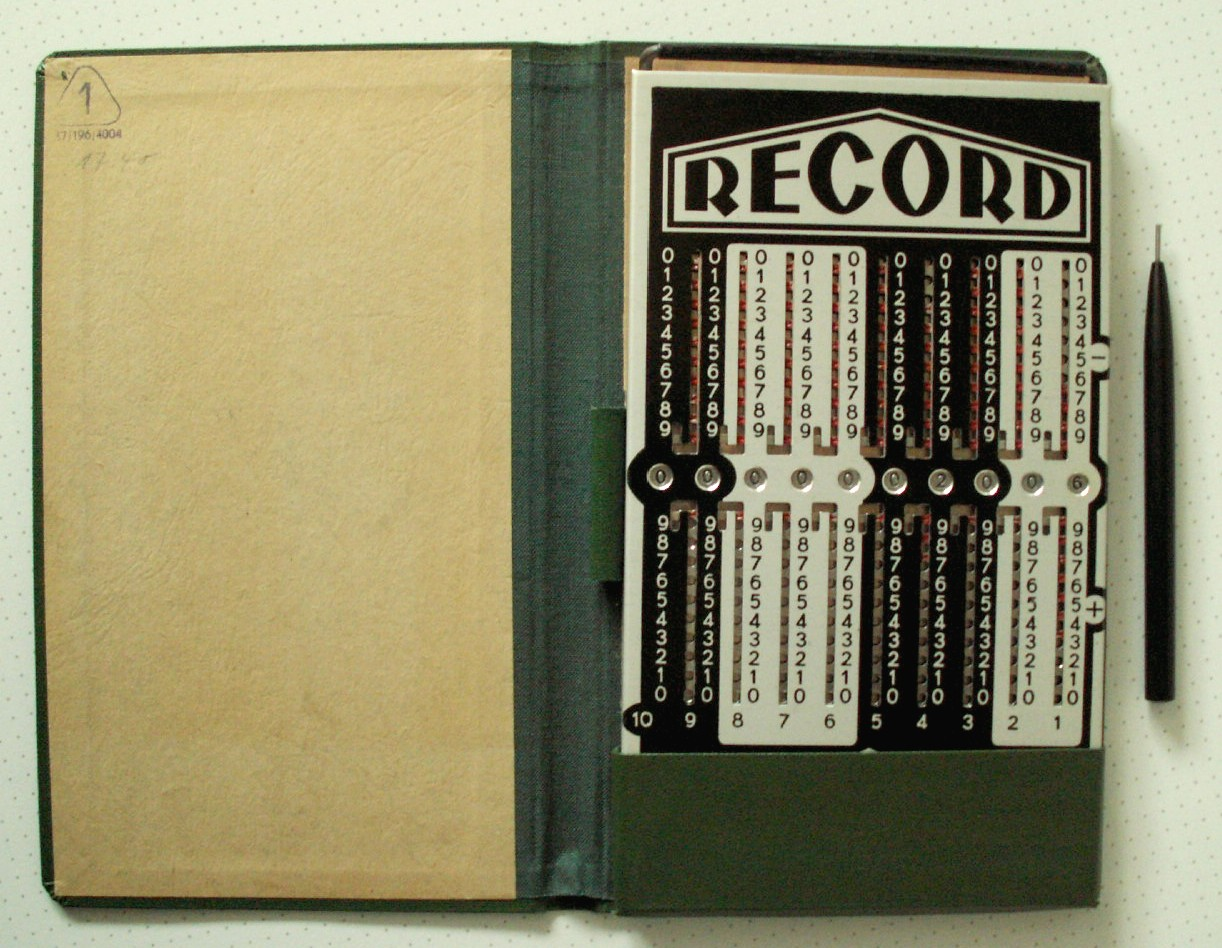
Record-Addiermaschine

Ein Rechenhilfsmittel ist ein Gegenstand, der beim Rechnen unterstützt. 
Zu den frühesten Rechenhilfsmitteln neben den Fingern zählen Steine zum Abzählen oder Kerben in Gegenständen. Der älteste Fund eines Rechenhilfsmittels ist ein 30.000 Jahre altes Kerbholz.
Bekannte Rechenhilfsmittel sind der im Grundschulbereich verwendete Rechenkasten, das in der Montessori-Pädagogik genutzte Perlenmaterial, der Abakus, das Rechenrad. Ebenso zählen der Rechenschieber, der Zahlenschieber und die Napierschen Rechenstäbchen dazu. Außerdem werden Nomogramme, Tabellen, Tafeln oder Listen verwendet, beispielsweise Einmaleins-Tabellen oder Logarithmentafeln. 
Zu den Rechenhilfsmitteln gehören auch der Stift und das Papier: Schriftliches Rechnen zählt im Grunde ebenfalls zu den Rechenhilfsmitteln, aber auch zu den Algorithmen.
Bis zur Einführung des heute verwendeten schriftlichen Ziffernrechnens u. a. durch Adam Ries in Deutschland war das Rechenbrett ein verbreitetes Rechenhilfsmittel.
Rechenmaschinen sind mechanische oder elektromechanische Geräte oder moderne elektronische Rechenhilfsmittel, wie der Taschenrechner, insbesondere aber der Computer.